# Грек Гнат Георгійович
Гнат Георгійович Грек (нар. 6 жовтня 1955, с. Авдарма, Молдавська РСР) — радянський і український спортсмен та тренер, майстер спорту СРСР (1976), заслужений тренер України (1993).

## Біографія
Народився 6 жовтня 1955 року в селі Авдарма, Молдавської РСР.
У 1985 році закінчив факультет фізичного виховання  Одеського державного  педагогічного інституту імені К. Д. Ушинського.
Майстер спорту СРСР (1976 р.).
Тренерською роботою займався з 1984 року, будучи тренером Одеської школи вищої спортивної майстерності. Серед його вихованців — В. Єфтені,  В. Тасоєв, Г. Василенко.
В даний час  працює в Криму, в регіональному спортивно-тренувальному центрі «Крим-СПОРТ».
До цього він очолював жіночу олімпійську збірну Азербайджану, яка в командному заліку на Олімпійських іграх в Лондоні 2012 року посіла третє місце слідом за японцями і росіянами.

## Нагороди та відзнаки
- Звання «Заслужений тренер України» (1993 р.)
- Почесний знак «Подяка» Одеського міського голови.[8]
- Почесна грамота  Ради міністрів Республіки Крим [9]